# Dominique Rollin
Dominique Rollin (født 29. oktober 1982) er en canadisk professionel cykelrytter, som cykler for det professionelle cykelhold Cervélo TestTeam.